# René Sócrates Sándigo Jirón
René Sócrates Sándigo Jirón (Diriá, 19 de abril de 1965) es un obispo católico que ejerce su ministerio episcopal en la Diócesis de León en Nicaragua.

## Biografía[3]
Nace en Diriá, el 19 de abril de 1965.

### Estudios y títulos obtenidos
- Primaria, Diriomo, Granada
- Secundaria: Colegio Salesiano, Granada.
- Ingresa al seminario menor de La Diócesis de Granada, ubicado en La Casa Episcopal.
- Los estudios de filosofía los realizó en El Seminario Mayor Nuestra Señora de Fátima en Managua.
- Estudios de Teología en El Seminario Conciliar de Medellín UPB (Colombia).
- Magíster en Teología (UPB) En Medellín Colombia.
- Licenciatura en Teología Bíblica en La Universidad Pontificia Gregoriana (UPG), Roma, Italia.

### Sacerdote
Fue ordenado presbítero en Diriá, el día 11 de enero de 1992, por Mons. Leovigildo López Fitoria.

#### Cargos
- Vicario parroquial en San Antonio María Claret, Medellín. Colombia.
- Párroco en San Antonio María Claret, Medellín, Colombia.
- Vicario parroquial en la Parroquia El Salvador, Medellín, Colombia.
- Párroco en Diriá, Granada.
- Rector del Seminario Mayor San Pedro Apóstol, Diócesis de Granada.
- Párroco en Buenos Aires, Rivas. Nicaragua.
- Párroco de San Jorge, Rivas. Nicaragua.
- Vicario episcopal en la zona sur – Diócesis de Granada.
- Profesor en los tres seminarios mayores de la Provincia Eclesiástica de Nicaragua.

## Obispo

### Nombramiento
El Papa Juan Pablo II, lo nombra IV Obispo de la Diócesis de Juigalpa el día 28 de octubre de 2004.

### Consagración Episcopal
Fue ordenado Obispo el 22 de enero de 2005.

#### Obispos consagrantes
- Consagrante principal:
  - Cardenal Miguel Obando y Bravo, SDB (Arzobispo de Managua)
- Principales Co-consagrantes:
  - Mons. Jean-Paul Aimé Gobel, (Arzobispo titular de Calatia).
  - Mons. Leopoldo José Brenes Solórzano, (Obispo de Matagalpa)

| Predecesor: Mons. Bernardo Hombach Lütkermeier | IV Obispo de Juigalpa 28 de octubre de 2004 - 29 de mayo de 2019 | Sucesor: Marcial Humberto Guzmán Saballos |
| Predecesor: César Bosco Vivas Robelo           | Obispo de León 29 de junio de 2019                               | Sucesor: en el cargo                      |